# 胶州路
胶州路是中国上海市跨静安区和普陀区的一条街道，南北走向，南起愚园路，北至长寿路。长1868米，宽12.5米到18.3米。
胶州路由上海公共租界工部局修筑于1913年，得名于中国山东省胶州市。1943年汪精卫政府接收租界时未更名。
传统上，胶州路沿路南段为住宅区，向北逐渐过渡为工厂区。著名住宅有260号（1949年改为中华基督教会闽南堂）、522号龚氏住宅、561号等。1930年代，天主教耶稣会美国会士在康定路口创办金科中学（1950年代改为江宁中学），校内设有一座教堂类思堂。与地方教会有关的中国生化制药厂设于胶州路武定路口。
1935年，公共租界在胶州路与新加坡路（今余姚路）交叉处建成开占地40亩的胶州公园，以体育活动场地为主。1937年淞沪会战中负责防守西藏路桥四行仓库的谢晋元部孤军在撤入公共租界后被缴械安置在胶州公园内。抗战结束后国民政府将胶州公园改名为晋元公园。1949年以后改为静安区工人体育场，北部兴建江宁电影院。
1997-1998年间，江宁中学被改建为教师公寓。2010年11月15日，该处一幢28层的公寓大楼发生特别重大火灾，造成58人死亡，受伤人数71人。